# Mühllackener Straße
Die Mühllackener Straße (B 132) ist eine Landesstraße in Österreich. Sie hat eine Länge von 5,5 Kilometern und stellt eine Abkürzung zwischen der Aschacher Straße (B 131) und der Rohrbacher Straße (B 127) dar. Benannt ist die Straße nach der Ortschaft Bad Mühllacken (ein Ortsteil von Feldkirchen an der Donau), wo die Straße ihren Anfang nimmt.

## Geschichte
Die Mühllackener Straße gehört seit dem 1. Dezember 1973 zum Netz der Bundesstraßen in Österreich.